# GO-330
GO-330 é uma rodovia estadual brasileira localizada no estado de Goiás. Liga a cidade de Santa Rosa de Goiás a Três Ranchos, e em seu trajeto passa por cidades notáveis em seu estado, como Petrolina de Goiás, Ouro Verde de Goiás, Campo Limpo de Goiás, Anápolis, Ipameri, Silvânia, Pires do Rio, Catalão.